# De Kalb (Texas)
De Kalb is een plaats (city) in de Amerikaanse staat Texas, en valt bestuurlijk gezien onder Bowie County.

## Demografie
Bij de volkstelling in 2000 werd het aantal inwoners vastgesteld op 1769.
In 2006 is het aantal inwoners door het United States Census Bureau geschat op 1797, een stijging van 28 (1,6%).

## Geografie
Volgens het United States Census Bureau beslaat de plaats een oppervlakte van
3,4 km², geheel bestaande uit land. De Kalb ligt op ongeveer 125 m boven zeeniveau.

## Geboren
- Dan Blocker (1928-1972), acteur ('Hoss Cartwright' in televisieserie Bonanza)

## Plaatsen in de nabije omgeving
De onderstaande figuur toont nabijgelegen plaatsen in een straal van 32 km rond De Kalb.